# Mega Man (serie)
Mega Man (ロックマン?, Rokkuman, Rockman) è una serie di videogiochi a piattaforme creata nel 1987 da Capcom. Nel primo titolo della serie, Mega Man per Nintendo Entertainment System, viene introdotto il robot Mega Man protagonista di undici videogiochi appartenenti alla saga principale.

Logo della serie

Considerato uno dei più celebri franchise prodotti da Capcom, a dicembre 2013 i titoli della serie hanno venduto oltre 30 milioni di copie.

## Videogiochi

Screenshot del primo Mega Man.

### Serie originale
- Mega Man (1987)
- Mega Man 2 (1988)
- Mega Man 3 (1990)
- Mega Man 4 (1991)
- Mega Man 5 (1992)
- Mega Man 6 (1993)
- Mega Man: The Wily Wars (1994)
- Mega Man 7 (1995)
- Mega Man 8 (1996)
- Mega Man & Bass (1998)
- Mega Man 9 (2008)
- Mega Man 10 (2010)
- Mega Man 11 (2018)

### Serie su console portatili
- Mega Man: Dr. Wily's Revenge (1991)
- Mega Man II (1991)
- Mega Man III (1992)
- Mega Man IV (1993)
- Mega Man V (1994)
- Rockman & Forte Mirai kara no Chōsensha (1999)
- Mega Man Powered Up (2006)

### SerieX
- Mega Man X (1993)
- Mega Man X2 (1994)
- Mega Man X3 (1995)
- Mega Man X4 (1997)
- Mega Man X5 (2000)
- Mega Man Xtreme (2000)
- Mega Man Xtreme 2 (2001)
- Mega Man X6 (2001)
- Mega Man X7 (2003)
- Mega Man X: Command Mission (2004)
- Mega Man X8 (2004)
- Mega Man Maverick Hunter X (2005)
- Mega Man X DiVE (2020)

### SerieZero
- Mega Man Zero (2002)
- Mega Man Zero 2 (2003)
- Mega Man Zero 3 (2004)
- Mega Man Zero 4 (2005)

### SerieZX
- Mega Man ZX (2006)
- Mega Man ZX Advent (2007)

### SerieLegends
- Mega Man Legends (1997)
- The Misadventures of Tron Bonne (1999)
- Mega Man Legends 2 (2000)
- Rockman DASH: 5tsu no Shima no Daibouken! (2008)

### SerieBattle Network
- Mega Man Battle Network (2001)
- Mega Man Battle Network 2 (2001)
- Mega Man Battle Network 3 (2002)
- Mega Man Network Transmission (2003)
- Rockman EXE WS (2003)
- Mega Man Battle Chip Challenge (2003)
- Mega Man Battle Network 4 (2003)
- Rockman EXE 4.5 Real Operation (2004)
- Mega Man Battle Network 5 (2004)
- Mega Man Battle Network 6 (2005)
- Rockman EXE Operate Shooting Star (2009)

### SerieStar Force
- Mega Man Star Force (2006)
- Mega Man Star Force 2 (2007)
- Mega Man Star Force 3 (2008)

### Spin-off
- Wily & Right no RockBoard: That's Paradise (1993)
- Mega Man's Soccer (1994)
- Mega Man: The Power Battle (1995)
- Mega Man 2: The Power Fighters (1996)
- Mega Man Battle & Chase (1997)
- Super Adventure Rockman (1998)
- Street Fighter X Mega Man (2012)

### Collection
- Mega Man Anniversary Collection (2004)
- Mega Man X Collection (2006)
- Mega Man Zero Collection (2010)
- Mega Man Legacy Collection (2015)
- Mega Man Legacy Collection 2 (2017)
- Mega Man X Legacy Collection (2018)
- Mega Man X Legacy Collection 2 (2018)
- Mega Man Zero/ZX Legacy Collection (2020)
- Mega Man Battle Network Legacy Collection (2023)
- Mega Man Battle Network Legacy Collection 2 (2023)

### Altre apparizioni
- Marvel vs. Capcom: Clash of Super Heroes (1997)
- Marvel vs. Capcom 2: New Age of Heroes (2000)
- Cannon Spike (2000)
- SNK vs. Capcom: SVC Chaos (2003)
- Onimusha: Blade Warriors (2003)
- Namco × Capcom (2005)
- Tatsunoko vs. Capcom: Cross Generation of Heroes (2008)
- Marvel vs. Capcom 3: Fate of Two Worlds (2011)
- Ultimate Marvel vs. Capcom 3 (2011)
- Minecraft (2011)
- Street Fighter X Tekken (2012)
- Project X Zone (2012)
- Monster Hunter 4 Ultimate (2014)
- Super Smash Bros. for Nintendo 3DS e Wii U (2014)
- Monster Hunter Explore (2015)
- Project X Zone 2 (2015)
- Monster Hunter Generations (2015)
- Monster Hunter Frontier Z (2016)
- Marvel vs. Capcom: Infinite (2017)
- Monster Hunter: World (2018)
- Dragalia Lost (2018)
- Super Smash Bros. Ultimate (2018)
- Devil May Cry 5 (2019)
- Teppen (2019)
- Monster Hunter Rise (2021)
- Exoprimal (2023)

## Personaggi

### Personaggi principali
- Mega Man (Rock Man in Giappone): personaggio principale attorno a cui ruota l'intera vicenda, chiamato anche solo Rock, oppure Mega in base alle versioni. Realizzato dal saggio dr. Light inizialmente col solo compito di assistente di laboratorio, appartiene ad una razza del tutto diversa dai normali robot. È infatti in grado di provare emozioni come qualsiasi essere umano. In lui si sviluppa nel tempo un grande senso di giustizia, questo lo spinge a chiedere al dr. Light di convertirlo in un robot adatto al combattimento col fine di combattere le ingiustizie, divenendo così il Mega Man conosciuto nel gioco; alcune sue abilità vengono introdotte nel tempo, inizialmente possiede solo la capacità di fare fuoco con la sua arma (il buster) e di modificarne il chip con l'arma del nemico sconfitto. Appare solo nella serie originale, per poi lasciare il posto ad X nella serie col quale il suo creatore lo sostituisce. Infatti, finora non si sa quale sia il suo destino.
- X: è l'ultima creazione del Dr. Thomas Light, "fratello" di Mega/Rock, Roll e Protoman. Anche egli è in grado di provare sentimenti come un essere umano, nonché, di ottenere le armi dei nemici sconfitti. Inoltre, le sue capacità combattive sono più alte ed avanzate di quelle del Mega Man originale. Durante il corso della serie, oltre che ad avere con sé a disposizione diverse armature per potenziarsi e combattere, diventa il bersaglio principale di Sigma che passa a essere dal comandante al suo nemico giurato. Nella serie Zero, ha un ruolo secondario legato agli avvenimenti chiave della trama. In più, vi è anche una sua coppia che funge da antagonista.

- Roll: è la "sorella" di Mega Man, dal momento che il Dr. Thomas Light ha voluto costruirla affinché l'eroe avesse qualcuno della sua "specie" con cui collaborare fedelmente. Fra loro si sviluppa subito un grande affetto ed una ragazza molto dolce, sensibile, gentile, ottimista, allegra, vivace, amorevole, altruista, coraggiosa, premurosa e di buon cuore. Pur avendo spirito di battaglia da vendere, Roll non è in grado di combattere poiché non possiede armi e tanto meno è in grado di farne uso. È stato concepito come semplice aiutante di laboratorio. Appare solamente nella prima saga Mega Man.

- Dr. Thomas Light (Dr. Right in Giappone): creatore di Mega Man, Roll, Protoman e molti altri robot costruiti con lo scopo di aiutare gli esseri umani a svolgere le mansioni più difficili. Muore di vecchiaia prima degli eventi della serie Mega Man X, lasciando nelle mani della sua ultima creazione, X, la realizzazione del suo sogno di sempre: uomini e reploidi che convivono in un mondo di pace ed armonia.

- Protoman (Blues in Giappone): prototipo di Mega Man realizzato dallo stesso Dr. Light. Inferiore a Mega Man pressoché sotto ogni aspetto, nonostante questo è sempre stato in grado di spalleggiarlo nei momenti di bisogno. Un tempo nutriva una qualche forma di gelosia nei confronti di Mega Man e talvolta si è battuto con lui nel tentativo di mostrare la sua superiorità. Il suo più grosso punto di forza è lo scudo che porta sempre con sé, che lo ripara da un gran numero di attacchi.

- Zero (Appare nella serie X): Trovato in fin di vita dal dr Cain, lo stesso che rinvenne la capsula di X dopo la morte di Light, venne rimesso in sesto e divenne un essere nuovo che combatte per la giusta causa, anche sé come lui stesso dira nella sua ultima battaglia: "Per coloro in cui ha fiducia". Ignaro in principio delle sue azioni passate, lotta al fianco di X contro le forze di Sigma finché comincia a sognare delle sue azioni passate, prendendo coscienza di chi egli fosse inizialmente. Al termine di Mega Man X6, se il giocatore finisce il gioco con Zero, si apprende come egli, presa coscienza della sua potenziale pericolosità, decida di farsi disattivare per un lungo periodo per risvegliarsi poi in un lontano futuro. Lo scienziato che esegue tale procedura afferma che Zero si risveglierà a 104 anni dalla sua disattivazione, collegandosi in questo modo agli eventi della serie Mega Man Zero.

- Bass (Forte in Giappone): È considerato il robot più forte mai creato dal Dr. Wily (viene presentato così nel booklet del gioco) fino a prima della comparsa di Zero, decisamente più complesso e potente. Bass combatte contro Wily in alcune occasioni, come per esempio in Mega Man & Bass e altri capitoli minori della serie, esclusivamente per dimostrare a tutti la sua superiorità nei confronti di Mega Man e dell'ultima creazione dello stesso Wily: King. In Mega Man 2: The Power Fighters, dr. Wily gli rivela il progetto riguardo alla creazione di Zero, mentre Bass non vede l'ora di affrontarlo senza alcun timore nonostante la convinzione di Wily che egli lo distruggerà insieme al resto delle creazioni di Light. Proprio come il suo rivale Mega, non si sa quale sia il suo destino.
- Axl: è un reploide prototipo, appartenente alla nuova generazione di reploidi immune ai virus, motivo per cui Sigma non può manipolarlo per i suoi scopi. Si tratta di un membro appartenente al gruppo di giustizieri clandestini di nome "Red Allert/Allarme Rosso". Accorgendosi che i suoi compagni e il suo capo iniziano a comportarsi da criminali e non più da giustizieri (Sempre a causa di Sigma), decide di lasciare il gruppo per combattere insieme ad X e Zero, i quali sono i suoi idoli. Le origini di Axl sono ignote, inoltre, ha la limitata capacità di copiare le sembianze e le abilità di altri repliodi senza correre dei rischi. Appare dal settimo capitolo in poi nella serie X. In Megaman ZX Advent, è presente un biometallo, che seppur essendo chiamato "Modello A", non sta per "Axl", ma bensì per "Albert", il principale antagonista (Omonimo di Wily) di tale capitolo. Tale oggetto vivente, è comunque un chiaro omaggio e riferimento al personaggio con il quale non si sa se ha dei collegamenti o meno a differenza del resto dei biometalli.

### Antagonisti
- Dr. Albert W. Wily: un tempo compagno di studi e ottimo amico del dr. Light, Wily si ribella a quest'ultimo non condividendo gli stessi ideali e diventando uno scienziato malvagio impossessandosi infine di 6 dei suoi robot (8 nel remake del primo capitolo), manomettendoli con l'intento di impadronirsi del mondo, ed antagonista principale della serie originale e dell'intera serie di Mega Man Battle Network (in cui viene solo nominato come Lord Wily). Le sue prime invenzioni furono disastrose ma col tempo si mise al pari del suo ex collega e riuscì a costruire un androide dalle complicate fattezze come Zero, che poi destino vorrà trasformare nel migliore amico di Mega Man X. È il nemico finale di tutti gli episodi della prima serie. Invece nella serie X in alcune occasioni, agisce dietro le ombre, inoltre, sono presenti due personaggi che potrebbero essere lui che nasconde la sua identità. Le sue ambizioni malvagie per la dominazione del mondo sono attuali a quelle del Dr. Eggman, nemico di Sonic.

- Sigma (Appare nella serie X): inizialmente capo delle truppe anti-maverick, diviene egli stesso maverick dopo l'incontro con Zero e dà di fatto il via alla rivoluzione dei Maverick convertendo molti reploidi alla sua causa creando un esercito. È il temibile nemico che caratterizza come antagonista principale dell'intera serie di Mega Man X; possiede notevoli abilità di combattimento e generalmente i suoi poteri vanno intensificandosi ad ogni nuova forma nel corso della serie. All'improvviso, Sigma appare anche come uno dei due antagonisti principali nel videogioco Marvel vs. Capcom: Infinite, assieme con Ultron, in cui si uniscono dalle parti in due, nasce una nuova, potente forma del personaggio, chiamato Ultron Sigma.

- Dr. Weil (Appare nella serie Zero e in Giappone è chiamato Dr. Vile): uno scienziato cyborg puramente malvagio, contorto, megalomane, crudele e assetato di potere, e arcinemico di Zero. Crede che i reploidi dovessero rimuovere la loro libera volontà per impedire loro di diventare Maverick, il Dr. Weil è il responsabile delle Guerre degli Elfi, che distrussero gran parte della Terra e causarono un genocidio di massa sia per gli umani che per i reploidi. Per le sue atrocità Weil fu esiliato ma ritorna in Mega Man Zero 3 per vendicarsi e diventa il nuovo sovrano di Neo Arcadia per poi venire ucciso nel capitolo successivo da Zero, il quale però. ci rimette insieme. Il personaggio è l'antagonista principale dell'intera serie di Mega Man Zero. Nella serie ZX, la sua anima corrotta è rimasta intatta nei resti dell'arma con la quale si è fuso: Ragnarok, in questo modo può corrompere tutti coloro che ne entrano a contatto.

- Colonnello Redips: è l'antagonista principale del gioco Mega Man X: Command Mission. Si tratta di un ambiguo comandante dell'esercito dei reploidi ribelli. Inizialmente, appare come il comandante ben intenzionato di X e Zero che li istruisce a distruggere il gruppo "Ribellione" guidato da Epsilon. Per la maggior parte del gioco, appare solo poche volte con la sua vera sembianza, contattando X in merito alla missione. Facendo però il doppiogioco, cambia anche apparenza e abilità con quelle di un cacciatore di taglie di nome Spider (non si sa se ucciso o inventato da lui stesso) col quale si finge amico del gruppo di X e compagnia, ad un certo punto trova il modo di abbandonarli e proseguire per conto suo appropriandosi di una parte delle ricerche dell'esercito di Epsilon e uccidendo uno dei suoi membri. Alla fine, Redips dopo aver tradito e svelato le sue vere intenzioni, viene inseguito nella sua camera segreta dove è collegato a una macchina che utilizza un'enorme quantità di Supra-Force Metal per trasformarlo in un enorme mostro robotico simile a un dio. Questo "Great Redips" sopraffà facilmente X e i suoi amici, ma poi Ferham, superstite dell'esercito di Epsilon, si presenta improvvisamente e interrompe uno dei suoi punti vendita Supra-Force Metal, indebolendolo e rendendolo vulnerabile. Dopo la fusione con il Supra Force Metal, Great Redips è diventato spietato, crudele e assetato di potere, oltre a sviluppare un complesso di divinità, scegliendo di governare l'intero universo stesso. Great Redips viene definitivamente distrutto e restituito alla sua forma originale mentre muore.

- Mr. King: è il proprietario della King Foundation, una copertura per la sua vera organizzazione Dealer, e il padre adottivo della regina Tia e Jack. Intende che i membri del Dealer raccolgano l'Energia Cremisi dai maghi caduti che sono stati corrotti dalle carte rumore, in modo che possa entrare nel server di Meteor G e usare il suo potere per controllare la Terra. Mr. King crede egoisticamente che gli umani siano troppo deboli per sopravvivere, si sente adatto a governare l'umanità con la sua leadership. Nonostante lo stesso Mr. King sia umano, si vede più in alto della stessa umanità. Il personaggio è l'antagonista principale del gioco Mega Man Star Force 3.

- Lumine: è un reploide di nuova generazione, che si svelerà una dei due antagonisti principali del gioco Megaman X8, infatti, compare davanti al protagonista X dopo un incidente al quale svela la propria funzione insieme ad altri reploidi della stessa specie, ovvero, copiare le sembianze e le abilità di altri reploidi, convincendolo. Successivamente in combutta con Vile (Vava in Giappone, nemico semi-ricorrente della serie) e Sigma ancora nascosto, finge il proprio sequestro, facendo credere al trio di protagonisti e alle loro naviganti, che il responsabile della trasformazione dei reploidi di nuova generazione in maverick, sia nuovamente Sigma, il quale però una volta sconfitto nuovamente, si rivela essere una pedina sacrificabile di Lumine. Attaccando X, Zero, e Axl, svela che i reploidi di nuova generazione sono immuni ai virus, e che il loro chip di copia è stato creato coi dati dei reploidi di generazioni precedenti, comprendendo per forza anche i dati di Sigma, ma che come esseri viventi, sono liberi di diventare maverick a piacimento. Dopo un duro scontro, prima che il suo corpo venga distrutto per completo, Lumine riesce a lasciare una parte di sé in Axl. Il personaggio è di sesso e sembianza femminile, tuttavia, a causa di un problema di traduzione in lingua inglese, viene citata al maschile anziché al femminile nelle versioni occidentali.

- Xander Payne: era una recluta militare, ma dopo un incidente che ha causato la perdita dell'occhio sinistro e il suo odio estremo per i robot, è diventato un membro del gruppo terroristico "Emerald Spears". Il personaggio è uno degli antagonisti della serie a fumetti edita da Archie Comics Mega Man (appare anche nei fumetti Sonic the Hedgehog, Sonic Universe e Sonic Boom).

- Sergente Breaker Night, alias Lord Obsidian: è un veterano della guerra ed un uomo-robot durante l'Era Difficile con visioni anti-robot estreme, che è deciso a riavviare la guerra per rendere l'umanità totalmente dominante sui robot. Per fare questo, arruola numerosi Robot Master per causare problemi a Silicon City nel tentativo di convincere le persone che i robot sono pericolosi, mettendolo in contrasto con Mega Man. Il personaggio è l'antagonista principale della serie animata Mega Man del 2018.

## Altri media

### Fumetti
- Sonic the Hedgehog (1993-2017)
- Sonic Universe (2009-2017)
- Mega Man (2011-2015)
- Sonic & Mega Man: Worlds Collide (2013)
- Sonic Boom (2014-2015)
- Sonic & Mega Man: Worlds Unite (2015)

### Serie animate
- Un videogioco per Kevin - Captain N (1989-1991)
- Mega Man: Upon a Star (1993-1994)
- Mega Man (1994-1996)
- MegaMan NT Warrior (2002-2003)
- MegaMan NT Warrior Axess (2003-2004)
- MegaMan NT Warrior Stream (2004-2005)
- MegaMan NT Warrior Beast (2005-2006)
- MegaMan NT Warrior Beast+ (2006)
- Mega Man Star Force (2006-2007)
- Mega Man Star Force Tribe (2007-2008)
- Mega Man (2018-2019)
- Secret Level (2024)

### Film
- Mega Man X: Il giorno di Sigma (2005)
- Mega Man NT Warrior: Programma di luce e buio (2005)